# Buffalo Bills 2016
La stagione 2016 dei Buffalo Bills è stata la 57ª della franchigia, la 47ª nella National Football League e la seconda con Rex Ryan come capo-allenatore. Questi fu licenziato dopo la sconfitta ai tempi supplementari del penultimo turno che escluse i Bills dai playoff per la 17ª stagione consecutiva, la più lunga striscia attiva negli sport professionistici nordamericani.

## Scelte nel Draft 2016
| Scelte dei Bills nel Draft 2016 |         |                     |           |            |           |
| Giro                            | Scelta  | Giocatore           | Ruolo     | College    |           |
| 1                               | 19      | Shaq Lawson         | DE        | Clemson    |           |
| 2                               | 41      | Reggie Ragland      | LB        | Alabama    |           |
| 2                               | 49      | Scambiata           | Scambiata | Scambiata  | Scambiata |
| 3                               | 80      | Adolphus Washington | DT        | Ohio State |           |
| 4                               | 117     | Scambiata           | Scambiata | Scambiata  | Scambiata |
| 4                               | 139 *   | Cardale Jones       | QB        | Ohio State |           |
| 5                               | 156     | Jonathan Williams   | RB        | Arkansas   |           |
| 6                               | 192     | Kolby Listenbee     | WR        | TCU        |           |
| 6                               | 218 *   | Kevon Seymour       | CB        | USC        |           |
| 7                               | Nessuna | Nessuna             | Nessuna   | Nessuna    |           |

| * | Scelta compensatoria |

## Staff
| Staff dei Buffalo Bills nel 2016 |
| --- |
| Organi dirigenziali - Proprietario/CEO – Terry Pegula - Proprietaria– Kim Pegula - Presidente – Russ Brandon - General manager – Doug Whaley - Senior Vice President of Football Administration – Jim Overdorf - Direttore del personale – Jim Monos - Direttore degli osservatori – Kelvin Fisher Capo allenatore - Rex Ryan - Assistente c.a./Running back – Anthony Lynn Altri allenatori - Preparatore atletico – Eric Ciano - Assistente capo p.a. – Hal Luther - Assistente p.a. – Jason Oszvart - Assistente p.a. – Dan Liburd Allenatori dell'attacco - Coordinatore offensivo – Greg Roman - Quarterback – David Lee - Wide Receiver – Sanjay Lal - Tight End – Tony Sparano Jr. - Offensive Line – Aaron Kromer - Assistente offensivo senior – Chris Palmer - Assistente Offensive Line – Kurt Anderson - Controllo qualità attacco – Jason Vrable Allenatori della difesa - Coordinatore difensivo – Dennis Thurman - Defensive Line – Karl Dunbar - Assistente Defensive Line – Jeff Weeks - Linebacker – Bobby April III - Outside linebacker – Jason Rebrovich - Defensive Back – Tim McDonald - Defensive Back – Donnie Henderson - Assistente difesa – D'Anton Lynn Allenatori dello special team - Special Team – Danny Crossman - Assistente Special Team – Eric Smith - Controllo qualità special team – Michael Hamlin |

## Roster
| Roster dei Buffalo Bills nel 2016 |
| --- |
| Quarterback - 7 Cardale Jones - 3 EJ Manuel - 5 Tyrod Taylor Running Back - 22 Reggie Bush - 35 Mike Gillislee - 48 Glenn Gronkowski FB - 25 LeSean McCoy - 40 Jonathan Williams Wide Receiver - 88 Marquise Goodwin - 19 Walt Powell - 11 Greg Salas - 14 Sammy Watkins - 10 Robert Woods Tight End - 85 Charles Clay FB - 82 Jim Dray - 84 Nick O'Leary Offensive Linemen - 77 Cordy Glenn T - 72 Ryan Groy G - 66 Seantrel Henderson T - 64 Richie Incognito G - 71 Cyrus Kouandjio T - 67 Patrick Lewis C - 76 John Miller G - 79 Jordan Mills T - 70 Eric Wood C Defensive Linemen - 97 Corbin Bryant NT - 99 Marcell Dareus NT - 74 Leger Douzable DE - 92 Adolphus Washington DE - 95 Kyle Williams DE - 94 Jerel Worthy DE Linebacker - 49 Bryson Albright OLB - 57 Lorenzo Alexander OLB - 52 Preston Brown ILB - 53 Zach Brown ILB - 55 Jerry Hughes OLB - 50 Ramon Humber ILB - 96 Jamari Lattimore ILB - 56 Lerentee McCray OLB - 51 Brandon Spikes ILB Defensive Back - 33 Colt Anderson SS - 26 Robert Blanton SS - 28 Ronald Darby CB - 24 Stephon Gilmore CB - 20 Corey Graham FS - 36 Jonathan Meeks FS - 21 Nickell Robey-Coleman CB - 45 Kevon Seymour CB - 30 Corey White CB - 23 Aaron Williams SS - 27 Duke Williams SS Special Team - 2 Dan Carpenter K - 65 Garrison Sanborn LS - 6 Colton Schmidt P Lista delle riserve - 37 Dri Archer RB (Did Not Report) - 31 Jonathan Dowling SS (Waived/injured) - 81 Marcus Easley WR (PUP) - 75 IK Enemkpali OLB (IR) - 89 Chris Gragg TE (Waived/injured) - 90 Shaq Lawson OLB (PUP) - 18 Kolby Listenbee WR (NF-Inj.) - 59 Reggie Ragland ILB (IR) - 75 Justin Renfrow T (Waived/injured) 52 attivi, 9 inattivi, 0 free agent |
| Legenda - I rookie sono in corsivo. - Il primo ruolo è il principale mentre gli eventuali successivi indicano i ruoli secondari. - (IR) sta per Injured Reserve ed indica la lista ristretta per un solo giocatore infortunato che può tornare ad allenarsi dopo la settimana 6 e a rientrare in prima squadra dopo che questa ha giocato 8 partite. - (NF-Inj.) / (NF-Ill.) stanno rispettivamente per Non-Football Injured e Non-Football Illness ed indicano le liste dove viene inserito un giocatore che ha un infortunio o una malattia non dipendente dal football americano. - (PUP) sta per Physically Unable to Perform ed indica la lista dove viene inserito un giocatore mentre è in attesa di recuperare la condizione fisica. Nella stagione regolare dopo la sesta partita giocata dalla propria squadra, il giocatore ha tempo tre settimane per riprendere ad allenarsi, più tre settimane aggiuntive dal suo rientro agli allenamenti per rientrare in prima squadra. |

## Calendario
| Stagione regolare |                    |                    |                         |                    |                    |                               |                    |                    |
| Turno             | Data               | Ora (ET)           | Avversario              | Risultato          | Record             | Stadio                        | TV                 | NFL.com recap      |
| 1                 | 11/9               | 1:00 p.m.          | at Baltimore Ravens     | S 7–13             | 0–1                | M&T Bank Stadium              | CBS                | Recap              |
| 2                 | 15/9               | 8:25 p.m.          | New York Jets           | S 31–37            | 0–2                | New Era Field                 | CBS/NFLN/Twitter   | Recap              |
| 3                 | 25/9               | 1:00 p.m.          | Arizona Cardinals       | V 33–18            | 1–2                | New Era Field                 | Fox                | Recap              |
| 4                 | 2/10               | 1:00 p.m.          | at New England Patriots | V 16–0             | 2–2                | Gillette Stadium              | CBS                | Recap              |
| 5                 | 9/10               | 4:25 p.m.          | at Los Angeles Rams     | V 30–19            | 3–2                | Los Angeles Memorial Coliseum | CBS                | Recap              |
| 6                 | 16/10              | 1:00 p.m.          | San Francisco 49ers     | V 45–16            | 4–2                | New Era Field                 | Fox                | Recap              |
| 7                 | 23/10              | 1:00 p.m.          | at Miami Dolphins       | S 25–28            | 4–3                | Hard Rock Stadium             | CBS                | Recap              |
| 8                 | 30/10              | 1:00 p.m.          | New England Patriots    | S 25–41            | 4–4                | New Era Field                 | CBS                | Recap              |
| 9                 | 7/11               | 8:30 p.m.          | at Seattle Seahawks     | S 25–31            | 4–5                | CenturyLink Field             | ESPN               | Recap              |
| 10                | Settimana di pausa | Settimana di pausa | Settimana di pausa      | Settimana di pausa | Settimana di pausa | Settimana di pausa            | Settimana di pausa | Settimana di pausa |
| 11                | 20/11              | 1:00 p.m.          | at Cincinnati Bengals   | V 16–12            | 5–5                | Paul Brown Stadium            | Fox                | Recap              |
| 12                | 27/11              | 1:00 p.m.          | Jacksonville Jaguars    | V 28–21            | 6–5                | New Era Field                 | CBS                | Recap              |
| 13                | 4/12               | 4:05 p.m.          | at Oakland Raiders      | S 24–38            | 6–6                | Oakland Alameda Coliseum      | CBS                | Recap              |
| 14                | 11/12              | 1:00 p.m.          | Pittsburgh Steelers     | S 20–27            | 6–7                | New Era Field                 | CBS                | Recap              |
| 15                | 18/12              | 1:00 p.m.          | Cleveland Browns        | V 33–13            | 7–7                | New Era Field                 | CBS                | Recap              |
| 16                | 24/12              | 1:00 p.m.          | Miami Dolphins          | S 31–34 (DTS)      | 7–8                | New Era Field                 | CBS                | Recap              |
| 17                | 1/1                | 1:00 p.m.          | at New York Jets        | S 10–30            | 7–9                | MetLife Stadium               | CBS                | Recap              |

Nota: Gli avversari della propria division sono in grassetto.

## Classifiche

### American Football Conference
| Pos                 | Squadra              | Division           | V                  | S                  | P                  | %                  | Div                | Conf               | SOS                | SOV                | Striscia           |
| Leader di division  | Leader di division   | Leader di division | Leader di division | Leader di division | Leader di division | Leader di division | Leader di division | Leader di division | Leader di division | Leader di division | Leader di division |
| ------------------- | -------------------- | ------------------ | ------------------ | ------------------ | ------------------ | ------------------ | ------------------ | ------------------ | ------------------ | ------------------ | ------------------ |
| 1.                  | New England Patriots | East               | 14                 | 2                  | 0                  | .875               | 5-1                | 11-1               | .439               | .424               | 7 V                |
| 2.                  | Kansas City Chiefs   | West               | 12                 | 4                  | 0                  | .750               | 6-0                | 9-3                | .508               | .479               | 2 V                |
| 3.                  | Pittsburgh Steelers  | North              | 11                 | 5                  | 0                  | .688               | 5-1                | 9-3                | .494               | .423               | 7 V                |
| 4.                  | Houston Texans       | South              | 9                  | 7                  | 0                  | .563               | 5-1                | 7-5                | .502               | .427               | 1 S                |
| Wild card           |                      |                    |                    |                    |                    |                    |                    |                    |                    |                    |                    |
| 5.                  | Oakland Raiders      | West               | 12                 | 4                  | 0                  | .750               | 3-3                | 9-3                | .504               | .443               | 1 S                |
| 6.                  | Miami Dolphins       | East               | 10                 | 6                  | 0                  | .625               | 4-2                | 7-5                | .455               | .341               | 1 S                |
| Escluse dai playoff |                      |                    |                    |                    |                    |                    |                    |                    |                    |                    |                    |
| 7.                  | Tennessee Titans     | South              | 9                  | 7                  | 0                  | .563               | 2-4                | 6-6                | .465               | .458               | 1 V                |
| 8.                  | Denver Broncos       | West               | 9                  | 7                  | 0                  | .563               | 2-4                | 6-6                | .549               | .455               | 1 V                |
| 9.                  | Baltimore Ravens     | North              | 8                  | 8                  | 0                  | .500               | 4.2                | 7-5                | .498               | .363               | 2 S                |
| 10.                 | Indianapolis Colts   | South              | 8                  | 8                  | 0                  | .500               | 3-3                | 5-7                | .492               | .406               | 1 V                |
| 11.                 | Buffalo Bills        | East               | 7                  | 9                  | 0                  | .438               | 1-5                | 4-8                | .482               | .339               | 2 S                |
| 12.                 | Cincinnati Bengals   | North              | 6                  | 9                  | 1                  | .406               | 3-3                | 5-7                | .521               | .333               | 1 V                |
| 13.                 | New York Jets        | East               | 5                  | 11                 | 0                  | .313               | 2-4                | 4-8                | .518               | .313               | 1 V                |
| 14.                 | San Diego Chargers   | West               | 5                  | 11                 | 0                  | .313               | 1-5                | 4-8                | .543               | .513               | 5 S                |
| 15.                 | Jacksonville Jaguars | South              | 3                  | 13                 | 0                  | .188               | 2-4                | 2-10               | .527               | .417               | 1 S                |
| 16.                 | Cleveland Browns     | North              | 1                  | 15                 | 0                  | .063               | 0-6                | 1-11               | .549               | .313               | 1 S                |

Note
- Sotto la colonna SOV è indicata la percentuale della Strenght of Victory, statistica che riporta la percentuale di vittoria delle squadre battute da una particolare squadra (il valore assume rilievo come discriminante ai fini della classifica in caso di un record stagionale identico fra due squadre).
- Sotto la colonna SOS è indicata la percentuale della Strenght of Schedule, valore determinato da una formula che calcola la percentuale di vittoria di tutte le squadre che una singola squadra deve affrontare durante la stagione (il valore, insieme alla SOV, assume rilievo come discriminante ai fini della classifica in caso di un record stagionale identico fra due squadre).

- Sotto la colonna Div è indicato il bilancio vittorie-sconfitte (record) contro le squadre appartenenti alla stessa division di appartenenza (AFC West).
- Sotto la colonna Conf viene indicato il record contro le squadre appartenenti alla stessa conference di appartenenza (AFC).